# FIFA év játékosa 1998
A francia Zinédine Zidane elsőként nyerte el a díjat.

## Végeredmény
| #  | Játékos           | Pont | Csapat(ok)       |
| -- | ----------------- | ---- | ---------------- |
| 1  | Zinédine Zidane   | 518  | Juventus         |
| 2  | Ronaldo           | 164  | Internazionale   |
| 3  | Davor Šuker       | 108  | Real Madrid      |
| 4  | Michael Owen      | 43   | Liverpool        |
| 5  | Gabriel Batistuta | 40   | Fiorentina       |
| 6  | Rivaldo           | 38   | FC Barcelona     |
| 7  | Dennis Bergkamp   | 33   | Arsenal          |
| 8  | Edgar Davids      | 26   | Juventus         |
| 9  | Marcel Desailly   | 23   | AC Milan Chelsea |
| 10 | Lilian Thuram     | 14   | Parma            |